# Валентін Фойрштайн
Валентін Фойрштайн (нім. Valentin Feurstein; 18 січня 1885, Брегенц — 8 червня 1970, Інсбрук) — австрійський і німецький офіцер, генерал гірсько-піхотних військ вермахту. Кавалер Лицарського хреста Залізного хреста.

## Біографія
18 серпня 1906 року поступив на службу в 2-й тірольський імператорський єгерський полк, одночасно з вересня 1910 до кінця серпня 1913 року навчався у Віденському військовому училищі. З 20 грудня 1913 року — офіцер Генштабу 8-ї піхотної дивізії, з 1 травня 1914 року — 122-ї піхотної (гірської) бригади, з 1916 року — 20-го корпусу, з 1917 року — ділянки Ріфс.
Після Першої світової війни продовжив службу в австрійській армії. Після аншлюсу автоматично перейшов у вермахт. З 1 квітня 1938 року — командир 2-ї гірської дивізії. Учасник Польської і Норвезької кампаній.4 березня 1941 року відправлений в резерв. 10 травня 1941 року очолив 70-те командування особливого призначення. 25 січня 1943 року командування перетворили на 70-й армійський корпус. 22 червня 1943 року знову переведений в резерв, з 25 серпня — командир 51-го гірського корпусу. Учасник боїв у Північній Італії, включаючи битву при Монте-Кассіно. В січні 1945 року втретє відправлений у резерв. З 22 квітня 1945 року — генеральний інспектор тірольської міської оборони і командувач Альпійським фронтом. 28 квітня оголосив Брегенц відкритим містом перед французькими військами (Фойрштайн відмовився захищати Брегенц «до останньої людини» і вирішив обороняти лише стратегічно важливий монастир) і того ж дня звільнений з посади коменданта міста гауляйтером Францем Гофером. Наступного дня потрапив у полон. Звільнений 28 серпня 1948 року.

## Звання
- Лейтенант (18 серпня 1906)
- Оберлейтенант (1 листопада 1911)
- Гауптман (1 травня 1915)
- Майор (1 липня 1920)
- Оберстлейтенант (1 вересня 1924)
- Оберст (30 вересня 1928)
- Генерал-майор (25 червня 1935)
- Генерал-лейтенант (1 червня 1939)
- Генерал гірсько-піхотних військ (1 вересня 1941)

## Нагороди
- Ювілейний хрест (1909)
- Хрест «За військові заслуги» (Австро-Угорщина) 3-го класу з військовою відзнакою і мечами
- Медаль «За військові заслуги» (Австро-Угорщина)
  - срібна з мечами (1914)
  - бронзова з мечами (1917)
- Орден «За військові заслуги» (Баварія) 4-го класу з мечами і короною (1916)
- Орден Залізної Корони 3-го класу з військовою відзнакою і мечами (8 травня 1918)
- Пам'ятна військова медаль (Австрія) з мечами (26 червня 1933)
- Хрест «За вислугу років» (Австрія) 2-го класу для офіцерів (25 років) (1 жовтня 1934)
- Орден Заслуг (Австрія), офіцерський хрест (25 листопада 1936)
- Почесний хрест ветерана війни з мечами (1938)
- Медаль «За вислугу років у Вермахті» 4-го, 3-го, 2-го і 1-го класу (25 років)
- Медаль «У пам'ять 1 жовтня 1938» із застібкою «Празький град» (10 серпня 1939)
- Залізний хрест
  - 2-го класу (5 вересня 1939)
  - 1-го класу (9 жовтня 1939)
- Відзначені у Вермахтберіхт (23 травня 1944)
- Лицарський хрест Залізного хреста (12 серпня 1944)